# José Francisco Cevallos
José Francisco Cevallos Villavicencio (Ancón, Santa Elena, 17 de abril de 1971) es un político, dirigente deportivo y exfutbolista ecuatoriano que se desempeñaba como portero. Fue presidente del Barcelona Sporting Club entre 2015 y 2019. Ha sido internacional con la selección de Ecuador. Cevallos es considerado por muchos como el mejor portero en la historia del fútbol ecuatoriano, junto a su excompañero Carlos Luis Morales. Ha ganado tres títulos nacionales (1991, 1995, 1997) con Barcelona SC, con quien ha pasado la mayor parte de su carrera profesional, y fue subcampeón de las Copas Libertadores de 1990 y 1998 también fue Campeón de la Copa Libertadores 2008 con Liga de Quito, su  último título nacional lo  conseguiría en el 2010 con el club albo. 
Como portero de Liga de Quito, fue figura clave en la obtención de la Copa Libertadores 2008, donde atajó tres penales en la final contra Fluminense. Ese mismo año, fue elegido como el mejor portero de América del Sur por el diario El País, de Uruguay. Como miembro del equipo nacional, ha participado en cuatro Copas Américas y en la primera participación de Ecuador en la Copa Mundial de Fútbol. Actuando más de ochenta veces, es el portero que más veces vistió la camiseta de la selección de Ecuador. También es conocido por tener una fundación que ayuda a los niños pequeños, especialmente en el fútbol. Su hermano, Alejandro Manuel Cevallos —Álex Cevallos— solía jugar para el Club Sport Emelec.

## Trayectoria

### Barcelona SC
Cevallos comenzó su carrera futbolística a temprana edad, destacándose como arquero en el equipo Pre-juvenil de La Molinera y en los colegios San Antonio y Velasco Ibarra de Milagro. Su talento fue descubierto por el técnico paraguayo Ermedio Ferreira, quien lo formó como guardameta. En 1990 se unió al Barcelona, comenzando como tercer portero del equipo y, en ocasiones, como suplente de su compañero Carlos Luis Morales, quien era el titular. Ese año fue subcampeón de la Copa Libertadores tras perder la final ante Olimpia de Paraguay.
En 1992, debido a la lesión de Morales y la ausencia de Víctor "Espartaco" Mendoza, Cevallos tuvo un papel fundamental en la clasificación del equipo torero a las semifinales de la Copa Libertadores. En los cuartos de final, fue la gran figura en la tanda de penales contra Cerro Porteño, asegurando el pase de su equipo.
Pasó la mayor parte de su carrera en el club, disputando más de 400 partidos de liga. Fue una pieza clave en la obtención de los títulos nacionales de 1991, 1995 y 1997, con los que el club alcanzó su decimotercera estrella. Su contribución más importante a nivel internacional como portero titular ocurrió en la Copa Libertadores de 1998, cuando Barcelona llegó a la final por segunda vez en su historia. Sin embargo, nuevamente quedó en segundo lugar tras perder ante el Vasco da Gama de Brasil.

### Once Caldas y Deportivo Azogues
En 2005, fue cedido al Once Caldas de Colombia, donde tuvo una participación discreta y permaneció solo una temporada. Tras un breve regreso al Barcelona, se incorporó al Deportivo Azogues, en un momento en que se especulaba sobre el posible final de su carrera. No obstante, mostró un buen rendimiento y volvió a consolidarse como uno de los porteros más destacados de Ecuador; sin embargo dejó el club poco después debido a problemas familiares. Su desempeño en 2007 le valió el fichaje por Liga Deportiva Universitaria de Quito para la temporada siguiente.

### Liga de Quito
Al inicio de 2008, se unió a Liga Deportiva Universitaria de Quito con el objetivo de contribuir a la defensa del título nacional obtenido por el club en 2007. Su desempeño lo llevó a ocupar un rol destacado, similar al que tuvo en Barcelona en 1998. Con el club albo fue campeón de la Copa Libertadores 2008, la Copa Sudaméricana 2009, y las Recopas Sudamericanas 2009 y 2010, y del Campeonato Ecuatoriano 2010.
Durante la Copa Libertadores 2008, en los cuartos de final, Liga de Quito eliminó al club argentino San Lorenzo de Almagro en una tanda de penales, en la que Cevallos detuvo un tiro clave de Aureliano Torres. En las semifinales, mantuvo su portería imbatida en el partido de vuelta ante el América de México, en Quito, lo que permitió al equipo avanzar a su primera final en el torneo.
En la final contra Fluminense de Brasil, tras una victoria por 4-2 en Quito en el partido de ida, el club brasileño igualó el marcador global al ganar 3-1 en el encuentro de vuelta, lo que llevó la definición al tiempo extra y posteriormente a los penales. En la tanda, Cevallos atajó los disparos de Darío Conca, Thiago Neves y Washington, contribuyendo a que Liga de Quito obtuviera su primera Copa Libertadores y se convirtiera en el primer club ecuatoriano en ganar el torneo.
Su actuación en la competición le valió el reconocimiento como el mejor arquero de América del Sur y su inclusión en el equipo ideal del torneo. Además, la Federación Internacional de Historia y Estadística de Fútbol (IFFHS) lo ubicó en la sexta posición entre los mejores guardametas del mundo en ese año. También fue subcampeón del mundial de clubes 2008, tras perder la final 1-0 ante el Manchester United de Inglaterra. Inicialmente contratado por un año, extendió su vínculo con el club hasta 2011, año en qué se retiró del fútbol.

### Participaciones en campeonatos internacionales
| Torneo                        | Club          | País     | Año  |
| ----------------------------- | ------------- | -------- | ---- |
| Copa Libertadores             | Barcelona SC  | Ecuador  | 1992 |
| Copa Libertadores             | Barcelona SC  | Ecuador  | 1993 |
| Copa Libertadores             | Barcelona SC  | Ecuador  | 1994 |
| Copa Libertadores             | Barcelona SC  | Ecuador  | 1996 |
| Copa Libertadores             | Barcelona SC  | Ecuador  | 1998 |
| Copa Sudamericana             | Barcelona SC  | Ecuador  | 2002 |
| Copa Libertadores             | Barcelona SC  | Ecuador  | 2003 |
| Copa Sudamericana             | Barcelona SC  | Ecuador  | 2003 |
| Copa Libertadores             | Barcelona SC  | Ecuador  | 2004 |
| Copa Libertadores             | Once Caldas   | Colombia | 2004 |
| Copa Libertadores (campeón)   | Liga de Quito | Ecuador  | 2008 |
| Copa Sudamericana             | Liga de Quito | Ecuador  | 2008 |
| Mundial de Clubes             | Liga de Quito | Ecuador  | 2008 |
| Copa Libertadores             | Liga de Quito | Ecuador  | 2009 |
| Copa Sudamericana (campeón)   | Liga de Quito | Ecuador  | 2009 |
| Recopa Sudamericana (campeón) | Liga de Quito | Ecuador  | 2009 |
| Recopa Sudamericana (campeón) | Liga de Quito | Ecuador  | 2010 |
| Copa Sudamericana             | Liga de Quito | Ecuador  | 2010 |
| Copa Libertadores             | Liga de Quito | Ecuador  | 2011 |

## Selección nacional
Durante su primera época con el equipo de fútbol nacional de Ecuador, fue participante en la Copa Mundial de 2002 y en las Copas América de 1995, 1997, 1999, y 2001. Jugó setenta y siete partidos oficiales antes de anunciar su retiro en 2004.
En 2008, regresó a la selección nacional en un partido amistoso contra su entonces club, Liga Deportiva Universitaria de Quito. Esta fue la primera vez que jugó en el Ecuador en cuatro años. Jugó la primera mitad del encuentro hasta que fue reemplazado por Máximo Banguera, del Espoli. Más tarde fue llamado de nuevo para jugar la eliminatoria para la Copa Mundial de la FIFA 2010, contra Argentina y Colombia.

### Participaciones enCopas América
| Torneo                 | Sede                   | Resultado              | PJ | GR | VI |
| ---------------------- | ---------------------- | ---------------------- | -- | -- | -- |
| Copa América 1995      | Uruguay                | Fase de grupos         | 0  | 0  | 0  |
| Copa América 1997      | Bolivia                | Cuartos de final       | 2  | 0  | 2  |
| Copa América 1999      | Paraguay               | Fase de grupos         | 3  | -7 | 0  |
| Copa América 2001      | Colombia               | Fase de grupos         | 1  | -1 | 0  |
| Total en Copas América | Total en Copas América | Total en Copas América | 6  | -8 | 2  |

### Participaciones enCopas del Mundo
| Mundial                       | Sede                  | Resultado      | PJ | GR | VI |
| ----------------------------- | --------------------- | -------------- | -- | -- | -- |
| Mundial de Corea y Japón 2002 | Corea del Sur y Japón | Fase de grupos | 3  | -4 | 1  |

### Participaciones enEliminatorias al Mundial
| Eliminatoria                                | Sede del Mundial       | Posición               | Resultado   | PJ | GR  | VI |
| ------------------------------------------- | ---------------------- | ---------------------- | ----------- | -- | --- | -- |
| Eliminatorias Mundial de Francia 1998       | Francia                | 6°lugar 21pts          | Eliminado   | 4  | -7  | 1  |
| Eliminatorias Mundial de Corea y Japón 2002 | Corea del Sur y Japón  | 2°lugar 31pts          | Clasificado | 16 | -18 | 6  |
| Eliminatorias Mundial de Alemania 2006      | Alemania               | 3°lugar 28pts          | Clasificado | 5  | -4  | 2  |
| Eliminatorias Mundial de Sudáfrica 2010     | Sudáfrica              | 6°lugar 23pts          | Eliminado   | 8  | -9  | 2  |
| Total en Eliminatorias                      | Total en Eliminatorias | Total en Eliminatorias | 2/4         | 33 | -38 | 11 |

## Carrera política
El 24 de mayo del 2011, el entonces presidente de la república, Rafael Correa, le asignó el cargo de ministro del Deporte, cargo que ejerció hasta febrero de 2015. El 24 de mayo del 2017, el entonces presidente de la república, Lenín Moreno, lo posesionó como gobernador de Guayas.

## Dirigente deportivo
En octubre de 2015 asumió la presidencia de Barcelona S.C. sucediendo a Antonio Noboa. Durante su gestión, que se extendió hasta 2019, el club experimentó logros significativos y enfrentó desafíos financieros.
Bajo su liderazgo, Barcelona conquistó el título de la Serie A ecuatoriana en 2016, poniendo fin a una sequía de campeonatos que duraba desde 2012. Este éxito permitió al equipo clasificar a la Copa Libertadores 2017, donde alcanzó las semifinales por primera vez desde 1998, eliminando a equipos brasileños de renombre como Palmeiras y Santos antes de caer ante Gremio.
Sin embargo, la administración de Cevallos también enfrentó desafíos financieros. En marzo de 2019, él mismo Cevallos reconoció que las deudas del club ascendían a USD 29 millones, lo que representaba una carga significativa para la institución.
Tras finalizar su mandato en 2019, Cevallos expresó su compromiso continuo con el club, afirmando: "Siempre voy a colaborar con Barcelona".

## Clubes
| Club                                  | País     | Año       |
| ------------------------------------- | -------- | --------- |
| Barcelona SC                          | Ecuador  | 1990-2005 |
| Once Caldas                           | Colombia | 2005      |
| Barcelona SC                          | Ecuador  | 2005-2006 |
| Deportivo Azogues                     | Ecuador  | 2007      |
| Liga Deportiva Universitaria de Quito | Ecuador  | 2008-2011 |

## Palmarés

### Campeonatos nacionales
| Título                 | Club          | País    | Año  |
| ---------------------- | ------------- | ------- | ---- |
| Campeonato ecuatoriano | Barcelona SC  | Ecuador | 1991 |
| Campeonato ecuatoriano | Barcelona SC  | Ecuador | 1995 |
| Campeonato ecuatoriano | Barcelona SC  | Ecuador | 1997 |
| Campeonato ecuatoriano | Liga de Quito | Ecuador | 2010 |

### Campeonatos internacionales
| Título              | Club          | Sede           | Año  |
| ------------------- | ------------- | -------------- | ---- |
| Copa Libertadores   | Liga de Quito | Río de Janeiro | 2008 |
| Recopa Sudamericana | Liga de Quito | Quito          | 2009 |
| Copa Sudamericana   | Liga de Quito | Río de Janeiro | 2009 |
| Recopa Sudamericana | Liga de Quito | Quilmes        | 2010 |

### Distinciones individuales
| Distinción                        | Año  |
| --------------------------------- | ---- |
| Parte del equipo ideal de América | 2008 |

## Reconocimientos
- Doctorado honoris causa del Instituto Mexicano de Líderes de Excelencia (IMELE)[19][20]